# 대한민국의 명승 (2010년대)
명승(名勝)은 국가지정유산으로, 국가유산청에서 경치가 뛰어난 지역을 대상으로 지정한다.
문화재보호법 시행규칙에 따르면 유명한 건물이나 꽃·나무·새·짐승·물고기·벌레 등의 서식지, 유명한 경승지·산악·협곡·해협·곶·심연·폭포·호수·급류 등 특색있는 하천·고원·평원·구릉·온천지 등을 “명승”으로 규정하고 있다.

## 지정 목록 (2010년대)
| 번호  | 사진 | 명칭 | 소재지                                      | 관리자 (단체)         | 지정일                                        | 참조 |
| 70호  | 춘천 청평사 고려선원 (春川 淸平寺 高麗禪園) (Goryeoseonwon Buddhist Garden of Cheongpyeongsa Temple, Chuncheon)                      | 강원 춘천시 북산면 청평리 산189-2번지 등                                                                                                  | 대한불교조계종 청평사                       | 2010년 2월 5일 지정   |                                               |      |
| 71호  | 남해 지족해협 죽방렴 (南海 只族海峽 竹防簾) (Jukbangnyeom Fishing Facility at Jijok Strait, Namhae)                                  | 경남 남해군 창선면 지족해협 일원 | 남해군수                                    | 2010년 8월 18일 지정  |                                               |      |
| 72호  | 지리산 한신계곡 일원 (智異山 韓信溪谷 一圓) (Hansingyegok Valley and Surroundings in Jirisan Mountain)                               | 경남 함양군 마천면 강창리 산100번지 | 함양군수                                    | 2010년 8월 18일 지정  |                                               |      |
| 73호  | 태백 검룡소 (太白 儉龍沼) (Geomnyongso Spring, Taebaek)                                                                              | 강원 태백시 창죽동 산1-1번지 등 | 태백시장                                    | 2010년 8월 18일 지정  |                                               |      |
| 74호  | 대관령 옛길 (大關嶺 옛길) (Old Path of Daegwallyeong Pass)                                                                           | 강원 강릉시 성산면 삼포암길 133, 등 (어흘리)                                                                                              | 강릉시장                                    | 2010년 11월 15일 지정 |                                               |      |
| 75호  | 영월 한반도 지형 (寧越 韓半島 地形) (Miniature Shape of the Korean Peninsula, Yeongwol)                                              | 강원 영월군 한반도면 옹정리 180번지 일원                                                                                                  | 영월군수                                    | 2011년 6월 10일 지정  |                                               |      |
| 76호  | 영월 선돌 (寧越 선돌) (Seondol Rock Pillar, Yeongwol)                                                                                | 강원 영월군 영월읍 하송로 64 (하송리) | 영월군수                                    | 2011년 6월 10일 지정  |                                               |      |
| 77호  | 제주 서귀포 산방산 (濟州 西歸浦 山房山) (Sanbangsan Mountain in Seogwipo, Jeju)                                                      | 제주 서귀포시 안덕면 사계리 산16번지 일원                                                                                                 | 제주 서귀포시장                             | 2011년 6월 30일 지정  |                                               |      |
| 78호  | 제주 서귀포 쇠소깍 (濟州 西歸浦 쇠沼깍) (Soesokkak River Pool in Seogwipo, Jeju)                                                     | 제주 서귀포시 쇠소깍로 128, 일원 (하효동)                                                                                                 | 제주 서귀포시장                             | 2011년 6월 30일 지정  |                                               |      |
| 79호  | 제주 서귀포 외돌개 (濟州 西歸浦 외돌개) (Oedolgae Sea Stack in Seogwipo, Jeju)                                                       | 제주 서귀포시 서흥동 791번지 일원 | 제주 서귀포시장                             | 2011년 6월 30일 지정  |                                               |      |
| 80호  | 진도 운림산방 (珍島 雲林山房) (Ullimsanbang Villa and Garden, Jindo)                                                                 | 전남 진도군 의신면 운림산방로 315, 등 (사천리)                                                                                            | 전남 진도군수                               | 2011년 8월 8일 지정   |                                               |      |
| 81호  | 포항 용계정과 덕동숲 (浦項 龍溪亭과 德洞숲) (Yonggyejeong Pavilion and Deokdongsup Grove, Pohang)                                    | 경북 포항시 북구 기북면 덕동문화길 26, 등 (오덕리)                                                                                        | 경북 포항시장                               | 2011년 8월 8일 지정   |                                               |      |
| 82호  | 안동 만휴정 원림 (安東 晩休亭 園林) (Manhyujeong Garden, Andong)                                                                     | 경북 안동시 길안면 묵계리 1081번지 등 | 경북 안동시장                               | 2011년 8월 8일 지정   |                                               |      |
| 83호  | 사라오름 (沙羅오름) (Saraoreum Volcanic Cone)                                                                                        | 제주 서귀포시 남원읍 신례리 산2-1번지 | 제주특별자치도지사                          | 2011년 10월 13일 지정 |                                               |      |
| 84호  | 영실기암과 오백나한 (靈室奇岩과 五百羅漢) (Yeongsilgiam Cliff and Obaengnahan Rock Pillars)                                          | 제주 서귀포시 하원동 산1-4번지, 도순동 산1-1번지 일원                                                                                     | 제주특별자치도지사                          | 2011년 10월 13일 지정 |                                               |      |
| 85호  | 함양 심진동 용추폭포 (咸陽 尋眞洞 龍湫瀑布) (Yongchupokpo Falls in Simjin-dong, Hamyang)                                             | 경남 함양군 안의면 상원리 산16-4번지 등                                                                                                   | 경남 함양군수                               | 2012년 2월 8일 지정   |                                               |      |
| 86호  | 함양 화림동 거연정 일원 (咸陽 花林洞 居然亭 一圓) (Geoyeonjeong Pavilion and Surroundings in Hwarimdong, Hamyang)                    | 경남 함양군 서하면 봉정리 877번지 등 | 경남 함양군수                               | 2012년 2월 8일 지정   |                                               |      |
| 87호  | 밀양 월연대 일원 (密陽 月淵臺 一圓) (Woryeondae Pavilion and Surroundings, Miryang)                                                  | 경남 밀양시 용평동 2-1번지 등 | 경남 밀양시장                               | 2012년 2월 8일 지정   |                                               |      |
| 88호  | 거창 용암정 일원 (居昌 龍岩亭 一圓) (Yongamjeong Pavilion and Surroundings, Geochang)                                                | 경남 거창군 북상면 농산리 63번지 일원 | 경남 거창군수                               | 2012년 4월 10일 지정  |                                               |      |
| 89호  | 화순 임대정 원림 (和順 臨對亭 園林) (Imdaejeong Garden, Hwasun)                                                                      | 전남 화순군 남면 사평리 601번지 일원 | 전남 화순군수                               | 2012년 4월 10일 지정  |                                               |      |
| 90호  | 한라산 백록담 (漢拏山 白鹿潭) (Baengnokdam Crater Lake on Hallasan Mountain)                                                         | 제주 서귀포시 토평동 산15-1 | 제주특별자치도지사                          | 2012년 11월 23일 지정 |                                               |      |
| 91호  | 한라산 선작지왓 (漢拏山 선작지왓) (Seonjakjiwat Plain on Hallasan Mountain)                                                          | 제주 서귀포시 영남동 산1-1번지 일원 | 제주특별자치도지사                          | 2012년 12월 17일 지정 |                                               |      |
| 92호  | 제주 방선문 (濟州 訪仙門) (Bangseonmun Natural Arch, Jeju)                                                                           | 제주 제주시 오등동 1907번지, 오라2동 3819-11                                                                                              | 제주시                                      | 2013년 1월 4일 지정   |                                               |      |
| 93호  | 포천 화적연 (抱川 禾積淵) (Hwajeogyeon Pool, Pocheon)                                                                                | 경기 포천시 영북면 자일리 산115번지 등 | 포천시                                      | 2013년 1월 4일 지정   |                                               |      |
| 94호  | 포천 한탄강 멍우리 협곡 (抱川 漢灘江 멍우리 峽谷) (Meonguri Gorge of Hantangang River, Pocheon)                                      | 경기 포천시 관인면 사정리 산574-1번지 등                                                                                                  | 포천시                                      | 2013년 2월 6일 지정   |                                               |      |
| 95호  | 설악산 비룡폭포 계곡 일원 (雪嶽山 飛龍瀑布 溪谷 一圓) (Biryongpokpo Falls and Surroundings in Seoraksan Mountain)                    | 강원 속초시 설악동 산41 | 속초시                                      | 2013년 3월 11일 지정  |                                               |      |
| 96호  | 설악산 토왕성폭포 (雪嶽山 土王城瀑布) (Towangseongpokpo Falls in Seoraksan Mountain)                                                 | 강원 속초시 설악동 산41 | 속초시                                      | 2013년 3월 11일 지정  |                                               |      |
| 97호  | 설악산 대승폭포 (雪嶽山 大乘瀑布) (Daeseungpokpo Falls in Seoraksan Mountain)                                                        | 강원 인제군 북면 한계리 산1-67 | 인제군                                      | 2013년 3월 11일 지정  |                                               |      |
| 98호  | 설악산 십이선녀탕 일원 (雪嶽山 十二仙女湯 一圓) (Sibiseonnyeotang Potholes and Surroundings in Seoraksan Mountain)                   | 강원 인제군 북면 남교리 산12-21 | 인제군                                      | 2013년 3월 11일 지정  |                                               |      |
| 99호  | 설악산 수렴동·구곡담 계곡 일원 (雪嶽山 水簾洞·九曲潭 溪谷 一圓) (Suryeomdonggyegok and Gugokdamgyegok Valleys in Seoraksan Mountain) | 강원 인제군 북면 용대리 산12-21 | 인제군                                      | 2013년 3월 11일 지정  |                                               |      |
| 100호 | 설악산 울산바위 (雪嶽山 蔚山바위) (Ulsanbawi Rock in Seoraksan Mountain)                                                             | 강원 속초시 설악동 / 강원 고성군 토성면 원암리 산40-0 / 산1-2                                                                             | 대한불교조계종 신흥사 외                    | 2013년 3월 11일 지정  |                                               |      |
| 101호 | | 설악산 비선대와 천불동계곡 일원 (雪嶽山飛仙臺와千佛洞溪谷一圓) (Biseondae Flat Rock and Cheonbuldonggyegok Valley in Seoraksan Mountain)  | 강원 속초시 설악동 산41                     | 속초시                | 2013년 3월 11일 지정                          |      |
| 102호 | | 설악산 용아장성 (雪嶽山 龍牙長城) (Yongajangseong Ridge in Seoraksan Mountain)                                                            | 강원 인제군 북면 용대리 산12-21             | 인제군                | 2013년 3월 11일 지정                          |      |
| 103호 | | 설악산 공룡능선 (雪嶽山 恐龍稜線) (Gongnyong Ridge in Seoraksan Mountain)                                                                 | 강원 일원                                   | 강원도                | 2013년 3월 11일 지정                          |      |
| 104호 | | 설악산 내설악 만경대 (雪嶽山 內雪嶽 萬景臺) (Mangyeongdae Cliff in Seoraksan Mountain)                                                    | 강원 인제군 북면 용대리 산12-21, 산75       | 인제군                | 2013년 3월 11일 지정                          |      |
| 105호 | | 청송 주산지 일원 (靑松 注山池 一圓) (Jusanji Reservoir and Surroundings in Cheongsong)                                                    | 경북 청송군 주왕산면 이전리 산41-1 등 9필지 | 청송군                | 2013년 3월 21일 지정                          |      |
| 106호 | | 강릉 용연계곡 일원 (江陵 龍淵溪谷 一圓) (Yongyeongyegok Valley and Surroundings, Gangneung)                                               | 강원 강릉시 사천면 사기막리 산1번지 일원    | 강릉시                | 2013년 3월 21일 지정                          |      |
| 107호 | | 광주 환벽당 일원 (光州 環碧堂 一圓) (Hwanbyeokdang Pavilion and Surroundings, Gwangju)                                                    | 광주 북구 충효동 387번지 18필지 일원        | 광주광역시 북구청     | 2013년 11월 6일 지정                          |      |
| 108호 | | 강릉 경포대와 경포호 (江陵 鏡浦臺와 鏡浦湖) (Gyeongpodae Pavilion and Gyeongpoho Lagoon, Gangneung)                                       | 강원 강릉시 저동 94번지 일원                | 강원도 강릉시         | 2013년 12월 30일 지정                         |      |
| 109호 | | 남양주 운길산 수종사 일원 (南楊州 雲吉山 水鍾寺 一圓) (Sujongsa Temple in Ungilsan Mountain, Namyangju)                                   | 경기 남양주시 송촌리·시우리·진중리 일원     | 남양주시              | 2014년 3월 12일 지정                          |      |
| 110호 | | 괴산 화양구곡 (槐山 華陽九曲) | 충북 괴산군 청천면 화양리 456               | 괴산군                | 2014년 8월 28일 지정                          |      |
| 111호 | | 구례 오산 사성암 일원 (求禮 鼇山 四聖庵 一圓)                                                                                             | 전남 구례군 문척면 월전리 189               | 구례군                | 2014년 8월 28일 지정                          |      |
| 112호 | | 화순 적벽 (和順 赤壁) (Hwasun Jeokbyeok)                                                                                                  | 전남 화순군 이서면 장학리 산14번지 등       | 화순군                | 2017년 2월 9일 지정                           |      |
| 113호 | | 군산 선유도 망주봉 일원 (群山 仙遊島 望主峰 一圓) (MangJubong Peak and Surroundings in Seonyudo Island, Gunsan)                           | 전북 군산시 옥도면 선유도리 산23-1 등       | 군산시                | 2018년 2월 5일 지정 예고, 2018년 6월 4일 지정 |      |
| 114호 | | 무등산 규봉 주상절리와 지공너덜 (無等山 圭峯 柱狀節理와 指空너덜) (Gyubong Columnar Joint and Jigong Block Stream in Mudeungsan Mountain) | 전남 화순군 이서면 영평리 산88-1 일원       | 화순군                | 2018년 12월 20일 지정                         |      |
| 115호 | | 강진 백운동 원림 (康津 白雲洞 園林) (Baegundong garden in Gangjin)                                                                        | 전남 강진군 성전면 월하리 546번지 일원      | 강진군                | 2019년 3월 11일 지정                          |      |

## 같이 보기
- 대한민국의 국가유산
- 대한민국의 국보
- 대한민국의 보물
- 대한민국의 천연기념물
- 대한민국의 사적
- 대한민국의 국가무형문화유산
- 대한민국의 중요민속문화유산